# Монастирський Володимир Анатолійович
Володимир Анатолійович Монастирський (17 квітня 1930, с. Киданів, нині Чортківського району Тернопільської області — 3 травня 2019, м. Львів) — український вчений-медик, доктор медичних наук (1974), професор (1985). Започаткував нову науку — біологічну коаґулологію.

## Життєпис
Володимир Монастирський народився 17 квітня 1930 року в селі Киданів Бучацького повіту (нині Бучацького району Тернопільської області, Україна).
Навчався в Станиславівській українській гімназії, після закінчення трьох класів якої в радянський час переведений до восьмого класу школи. Закінчив Бучацьку середню школу (тепер Бучацька гімназія імені В. М. Гнатюка) в 1947 році. Вступив до Станіславського медичного інституту (тепер Івано-Франківський національний медичний університет) того ж року, звідки безпідставно був виключений з формулюванням «за пропущені без поважної причини заняття». Однак після звернення до депутата Верховної Ради був поновлений. Після закінчення першого курсу перевівся, а потім закінчив Львівський медичний інститут (1953).
Працював:
- завідувачем лікарні села Урмань Бережанського району Тернопільської області (1953—1954);
- терапевтом лікарні міста Бережани Тернопільської області (1954—1957);
- аспірант кафедри патологічної фізіології Львівського медичного інституту (1957—1958);
- терапевтом Львівської залізничної лікарні (1958—1959);
- завідувачем Львівського обласного кардіоревматологічного центру (1959—1962);
- науковим співпрацівником Львівського НДІ гематології та переливання крові (1962—1972);
- завідувачем Центральної науково-дослідної лабораторії Львівського медичного інституту (1972—1975);
- завідувачем лабораторії експериментальної коагулології Львівського НДІ

гематології та переливання крові (1975—1994).
- директором Львівської приватної клініки «Діагностикум» (від 1999).
- Похований у Львові у родинному гробівці  на 68 полі Личаківського цвинтаря.

## Наукова та педагогічна діяльність
Напрями наукових досліджень Володимира Анатолійовича Монастирського — проблеми експериментальної та клінічної коаґулології.
Він відкрив тромбін-плазмінову систему (ТПС) як одну із основних регуляторних систем організму.
Започаткував нову науку — біологічну коаґулологію — науку, яка вивчає фізіологічну, патогенетичну і саногенетичну роль ТПС.
Також відкрив існування окремого виду дистрофій-коагуляційних і виявив механізм їхнього розвитку.

Професор Монастирський В. А. (другий справа) в науковій лабораторії

Встановив, що фізіологічне старіння організму є віковою генетично детермінованою коаґуляційною дистрофією, та обґрунтував коаґуляційно-гіпотрофічну теорію фізіологічного старіння.

В. Монастирський є автором 232 наукових праць, двох монографій, двох офіційно зареєстрованих відкриттів, семи авторських свідоцтв та двох патентів на винаходи.
Професор В. Монастирський створив свою наукову школу, за його керівництва виконано й захищено 29 кандидатських і чотири докторські дисертації. Серед його учнів — завідувачі кафедр, наукових відділів і лабораторій, професори та доценти кафедр навчальних закладів України.

## Основні наукові праці

- Роль системи зсідання крові в патогенезі уражень нирок при несумісній гемотрансфузії (кандидатська дисертація) (Львів, 1967);
- Коаґуляційна система і роль її розладів в патогенезі уражень структури та функцій паренхіматозних органів (Експериментальне дослідження на моделі несумісної гемотрансфузії та синдрому тривалого роздавлювання). (докторська дисертація) (Львів, 1973);
- Тромбин-плазминовая система организма, ее биологическая роль и значение ее расстройств при патологии. Пробл Гематол Трансфуз 1979, № 7;
- Біологічна коагулологія (цито-гісто-гемокоагулологія). Пробл Екол Мед 2000, № 1;
- Коагулологічні аспекти патогенезу загальнопатологічних процесів. Журн АМН України 2002, № 2;
- Коагуляційно-гіпотрофічна теорія фізіологічного старіння як складова коагуляційно-регенераційної теорії вікового розвитку організму. Пробл Стар Долголет 2004, № 1;
- Discovery of thrombin-plasmin system as one of the major regulatory systems of the organism. Експ Клін Фізіол Біох 2005, № 4.

### Монографії

- Коагуляційні та некоагуляційні пародонтози: етіологія, патогенез, класифікація, основні принципи лікування / В. А. Монастирський, В. С. Гриновець. — Львів : Ліга-Прес, 2003. — 108 с.
- Тромбін-плазмінова система — одна з основних регуляторних систем організму: фізіологічна, патогенетична, саногенетична роль. — Львів : Ліга-Прес, 2007. — 228 с.
- Старіння та омолодження організму: проблеми, які вирішуються з позицій нової науки — біологічної коагулології. — Львів: ЛНМУ ім. Данила Галицького, 2011. — 252 с.
- Відкриття, яке дозволило створити дієвий спосіб системного омолодження організму. — Львів : Ліга-Прес, 2015. — 132 с.

## Науково-популярні видання
- Монастирський, Володимир. Націоналізм: чим він є, або Чому українцям конче потрібно бути націоналістами: короткий посібник з лікбезу для української еліти і не тільки // Львів: Каменяр, 2012. — 123 с. — (Акценти). [Архівовано 23 квітня 2016 у Wayback Machine.]
- Націоналізм: чим він є — злом чи добром? [Архівовано 22 квітня 2016 у Wayback Machine.]